# Legnotomyia palestinae
Legnotomyia palestinae är en tvåvingeart som beskrevs av Paramonov 1947. Legnotomyia palestinae ingår i släktet Legnotomyia och familjen svävflugor.
Artens utbredningsområde är Israel. Inga underarter finns listade i Catalogue of Life.